# Kardynałowie z nominacji Grzegorza XIV
Papież Grzegorz XIV (1590–1591) mianował pięciu kardynałów na dwóch konsystorzach:

## 19 grudnia 1590
(1) 1. Paolo Emilio Sfondrati, bratanek papieża – kardynał prezbiter S. Cecilia (tytuł nadany 14 stycznia 1591), następnie kardynał biskup Albano (17 sierpnia 1611), zm. 14 lutego 1618.

## 6 marca 1591
(2) 1. Ottavio Paravicini, biskup Alessandrii, nuncjusz w Szwajcarii – kardynał prezbiter S. Giovanni a Porta Latina (tytuł nadany 20 listopada 1591), następnie kardynał prezbiter S. Alessio (9 marca 1592), zm. 3 lutego 1611.
(3) 2. Ottavio Acquaviva d’Aragona, referendarz Obojga Sygnatur – kardynał diakon S. Giorgio in Velabro (tytuł nadany 5 kwietnia 1591), następnie kardynał prezbiter S. Maria del Popolo (15 marca 1593), kardynał prezbiter Ss. Giovanni e Paolo (22 kwietnia 1602), kardynał prezbiter S. Prassede (5 czerwca 1605), zm. 5 grudnia 1612.
(4) 3. Odoardo Farnese, brat księcia Parmy Aleksandra – kardynał diakon S. Adriano (tytuł nadany 20 listopada 1591), następnie kardynał diakon S. Eustachio (12 czerwca 1605), kardynał diakon S. Maria in Via Lata (13 listopada 1617), kardynał prezbiter bez tytułu (11 stycznia 1621), kardynał biskup Sabiny (3 marca 1621), kardynał biskup Frascati (27 września 1623), zm. 21 lutego 1626.
(5) 4. Flaminio Piatti, audytor Roty Rzymskiej – kardynał diakon S. Maria in Domnica (tytuł nadany 5 kwietnia 1591), następnie kardynał diakon Ss. Cosma e Damiano (9 marca 1592), kardynał prezbiter S. Clemente (15 marca 1593), kardynał prezbiter S. Onofrio (10 czerwca 1596), kardynał prezbiter S. Maria della Pace (24 kwietnia 1600), zm. 1 listopada 1613.